# Braunschweiger Turn- und Sportverein Eintracht von 1895 2004-2005
Questa voce raccoglie le informazioni riguardanti il Braunschweiger Turn- und Sportverein Eintracht von 1895 nelle competizioni ufficiali della stagione 2004-2005.

## Stagione
Nella stagione 2004-2005 l'Eintracht Braunschweig, allenato da Michael Krüger, concluse il campionato di Regionalliga nord al 1º posto. In Coppa di Germania l'Eintracht Braunschweig fu eliminato agli ottavi dal Bayern Monaco II.

## Rosa
| N. |                                 | Ruolo | Calciatore         |
| -- | ------------------------------- | ----- | ------------------ |
| 2  | Germania (bandiera)             | D     | Sebastian Backer   |
| 4  | Germania (bandiera)             | C     | Torsten Sümnich    |
| 5  | Germania (bandiera)             | D     | Torsten Jülich     |
| 6  | Germania (bandiera)             | D     | Martin Amedick     |
| 7  | Germania (bandiera)             | C     | Benjamin Siegert   |
| 8  | Germania (bandiera)             | C     | Daniel Graf        |
| 9  | Germania (bandiera)             | A     | Jürgen Rische      |
| 10 | Bosnia ed Erzegovina (bandiera) | C     | Nermin Celikovic   |
| 11 | Turchia (bandiera)              | A     | Ahmet Kuru         |
| 12 | Germania (bandiera)             | P     | Thorsten Stuckmann |
| 13 | Germania (bandiera)             | D     | René Wegner        |
| 14 | Germania (bandiera)             | A     | Dominik Jansen     |
| 15 | Germania (bandiera)             | D     | Marco Grimm        |

| N. |                     | Ruolo | Calciatore           |
| -- | ------------------- | ----- | -------------------- |
| 18 | Germania (bandiera) | A     | Lars Fuchs           |
| 19 | Germania (bandiera) | D     | Jan Tauer            |
| 20 | Germania (bandiera) | C     | Stefan Pientak       |
| 21 | Germania (bandiera) | A     | Denni Patschinsky    |
| 22 | Germania (bandiera) | P     | Alexander Kunze      |
| 23 | Germania (bandiera) | C     | Torsten Lieberknecht |
| 24 | Germania (bandiera) | C     | Kosta Rodrigues      |
| 25 | Germania (bandiera) | C     | Mohammed Basar       |
| 26 | Germania (bandiera) | C     | Patrick Bick         |
| 28 | Germania (bandiera) | C     | Mirko Burgdorf       |
| 31 | Germania (bandiera) | C     | Samir Naja           |
| 32 | Germania (bandiera) | P     | Nico Lauenstein      |
| 33 | Germania (bandiera) | P     | Jan Spoelder         |

## Organigramma societario
Area tecnica
- Allenatore: Michael Krüger
- Allenatore in seconda:
- Preparatore dei portieri: Uwe Hain
- Preparatori atletici:
- Analisi video:

## Calciomercato

### Sessione estiva
| Acquisti | Acquisti          | Acquisti           | Acquisti |
| R.       | Nome              | da                 | Modalità |
| -------- | ----------------- | ------------------ | -------- |
| D        | Martin Amedick    | Arminia Bielefeld  |          |
| C        | Nermin Celikovic  | Colonia II         |          |
| A        | Ahmet Kuru        | Werder Brema II    |          |
| P        | Nico Lauenstein   | Hertha Berlino U19 |          |
| A        | Denni Patschinsky | Viborg             |          |
| C        | Benjamin Siegert  | Wolfsburg          |          |
| D        | Jan Tauer         | Uerdingen 05       |          |

| Cessioni | Cessioni              | Cessioni           | Cessioni |
| R.       | Nome                  | a                  | Modalità |
| -------- | --------------------- | ------------------ | -------- |
| C        | Benjamin Adrion       | St. Pauli          |          |
| C        | Marc Arnold           | E. Braunschweig II |          |
| C        | Holger Karp           | Sportfreunde Lotte |          |
| C        | Michél Mazingu-Dinzey | St. Pauli          |          |
| A        | Jacob Thomas          | Lubecca            |          |
| C        | Jan Zimmermann        | Lubecca            |          |

## Risultati

### Regionalliga

#### Girone di andata
| Braunschweig 31 luglio 2004, ore 14:00 CEST 1ª giornata | Eintracht Braunschweig | 0 – 0 referto | Borussia Dortmund II | Stadion an der Hamburger Straße (12 500 spett.)\| Arbitro: \| Keßler \| |
| Arbitro:                                                | Keßler                 |               |                      |                                                                         |

| Arbitro: | Lupp |

|                                    |           |          |
| Mayer 12’ Ndjeng 22’ Tytarchuk 90’ | Marcatori | 90’ Kuru |

| Arbitro: | Fröhlich |

|                                                   |           |                     |
| Kuru 6’, 35’, 51’, 53’ Rische 32’ Patschinsky 44’ | Marcatori | 83’ Bugri 90’ Kampf |

| Arbitro: | Joerend |

|  |           |                   |
|  | Marcatori | 89’ (rig.) Rische |

| Arbitro: | Zwayer |

|                                       |           |            |
| Kuru 4’ Celikovic 55’ Bick 68’ (rig.) | Marcatori | 90’ Wittke |

| Arbitro: | Bornhöft |

|  |           |                                            |
|  | Marcatori | 24’ Celikovic 68’ Kuru 71’, 76’, 87’ Fuchs |

| 4 settembre 2004 7ª giornata |  | – turno di riposo |  |  |

| Arbitro: | Melms |

|                        |           |            |
| Kuru 28’, 77’ Graf 90’ | Marcatori | 79’ Präger |

| Arbitro: | Jauch |

|                           |           |                    |
| Gruev 31’ (rig.) Heun 63’ | Marcatori | 13’ Grimm 35’ Kuru |

| Arbitro: | Joerend |

|          |           |  |
| Bick 26’ | Marcatori |  |

| Arbitro: | Fischer |

|              |           |  |
| Stuckmann 4’ | Marcatori |  |

| Arbitro: | Borsch |

|          |           |  |
| Graf 79’ | Marcatori |  |

| Arbitro: | Winkmann |

|              |           |               |
| Chitsulo 20’ | Marcatori | 33’ Celikovic |

| Arbitro: | Lupp |

|         |           |                   |
| Kuru 8’ | Marcatori | 87’ Reichenberger |

| Arbitro: | Schößling |

|           |           |                   |
| Baich 83’ | Marcatori | 48’ Kuru 52’ Graf |

| Arbitro: | Gagelmann |

|          |           |  |
| Bick 75’ | Marcatori |  |

| Arbitro: | Marks |

|            |           |                         |
| Coiner 70’ | Marcatori | 68’ Celikovic 80’ Fuchs |

| Arbitro: | Gräfe |

|          |           |           |
| Kuru 27’ | Marcatori | 66’ Spork |

| Arbitro: | Zwayer |

|  |           |          |
|  | Marcatori | 76’ Kuru |

#### Girone di ritorno
| Arbitro: | Stachowiak |

|  |           |                          |
|  | Marcatori | 14’ Patschinsky 16’ Graf |

| Arbitro: | Grudzinski |

|  |           |                             |
|  | Marcatori | 29’ Kruse 89’ (rig.) Böcker |

| Arbitro: | Metzen |

|                         |           |                   |
| Schweinsteiger 22’, 54’ | Marcatori | 25’ Kuru 71’ Graf |

| Arbitro: | Anklam |

|                    |           |               |
| Graf 2’ Jülich 76’ | Marcatori | 88’ Fillinger |

| Arbitro: | Lupp |

|                |           |            |
| Heidenreich 5’ | Marcatori | 87’ Rische |

| Arbitro: | Schößling |

|                        |           |                   |
| Kuru 12’, 69’ Graf 41’ | Marcatori | 79’ (rig.) Tammen |

| 19 marzo 2005 26ª giornata |  | – turno di riposo |  |  |

| Wolfsburg 16 marzo 2005, ore 19:30 CET 27ª giornata | Wolfsburg II | 0 – 0 referto | Eintracht Braunschweig | VfL-Stadion am Elsterweg (17 000 spett.)\| Arbitro: \| Rafati \| |
| Arbitro:                                            | Rafati       |               |                        |                                                                  |

| Arbitro: | Fröhlich |

|              |           |  |
| Kuru 8’, 20’ | Marcatori |  |

| Arbitro: | Metzger |

|  |           |          |
|  | Marcatori | 56’ Bick |

| Braunschweig 9 aprile 2005, ore 14:00 CEST 30ª giornata | Eintracht Braunschweig | 0 – 0 referto | Wuppertal | Stadion an der Hamburger Straße (12 300 spett.)\| Arbitro: \| Melms \| |
| Arbitro:                                                | Melms                  |               |           |                                                                        |

| Arbitro: | Grudzinski |

|                              |           |  |
| Dobrý 62’, 88’ Lindemann 77’ | Marcatori |  |

| Arbitro: | Gagelmann |

|          |           |              |
| Kuru 43’ | Marcatori | 85’ Federico |

| Arbitro: | Winkmann |

|                                    |           |                                       |
| Feldhoff 25’, 76’ (rig.) Nouri 42’ | Marcatori | 12’ (rig.) Lieberknecht 66’ Celikovic |

| Arbitro: | Kinhöfer |

|                              |           |           |
| Graf 7’ Amedick 71’ Kuru 90’ | Marcatori | 16’ Baich |

| Arbitro: | Gagelmann |

|                       |           |          |
| Arifi 45’ Bounoua 83’ | Marcatori | 80’ Kuru |

| Arbitro: | Fischer |

|            |           |  |
| Rische 12’ | Marcatori |  |

| Arbitro: | Seemann |

|                 |           |                        |
| Löbe 60’ (rig.) | Marcatori | 15’, 27’ Kuru 77’ Graf |

| Arbitro: | Kircher |

|                          |           |                                   |
| Graf 38’, 60’ Rische 74’ | Marcatori | 9’ (aut.) Stuckmann 44’ Wieczorek |

### Coppa di Germania
| Arbitro: | Kinhöfer |

|           |           |  |
| Kuru 109’ | Marcatori |  |

| Arbitro: | Sippel |

|                                       |           |                           |
| Graf 60’ Grimm 74’ Madlung 80’ (aut.) | Marcatori | 58’ Paraíba 78’ Neuendorf |

| Arbitro: | Jansen |

|                              |           |                   |
| Guerrero 53’, 58’ Semler 63’ | Marcatori | 70’ Bick 74’ Graf |

## Statistiche

### Statistiche di squadra
| Competizione      | Punti | In casa | In casa | In casa | In casa | In casa | In casa | In trasferta | In trasferta | In trasferta | In trasferta | In trasferta | In trasferta | Totale | Totale | Totale | Totale | Totale | Totale | DR  |
| Competizione      | Punti | G       | V       | N       | P       | Gf      | Gs      | G            | V            | N            | P            | Gf           | Gs           | G      | V      | N      | P      | Gf     | Gs     | DR  |
| ----------------- | ----- | ------- | ------- | ------- | ------- | ------- | ------- | ------------ | ------------ | ------------ | ------------ | ------------ | ------------ | ------ | ------ | ------ | ------ | ------ | ------ | --- |
| Regionalliga nord | 70    | 18      | 12      | 5       | 1       | 32      | 14      | 18           | 8            | 5            | 5            | 27           | 21           | 36     | 20     | 10     | 6      | 59     | 35     | +24 |
| Coppa di Germania | -     | 2       | 2       | 0       | 0       | 4       | 2       | 1            | 0            | 0            | 1            | 2            | 3            | 3      | 2      | 0      | 1      | 6      | 5      | +1  |
| Totale            | 70    | 20      | 14      | 5       | 1       | 36      | 16      | 19           | 8            | 5            | 6            | 29           | 24           | 39     | 22     | 10     | 7      | 65     | 40     | +25 |

### Andamento in campionato
| Giornata  | 1 | 2  | 3 | 4 | 5 | 6 | 7 | 8 | 9 | 10 | 11 | 12 | 13 | 14 | 15 | 16 | 17 | 18 | 19 | 20 | 21 | 22 | 23 | 24 | 25 | 26 | 27 | 28 | 29 | 30 | 31 | 32 | 33 | 34 | 35 | 36 | 37 | 38 |
| --------- | - | -- | - | - | - | - | - | - | - | -- | -- | -- | -- | -- | -- | -- | -- | -- | -- | -- | -- | -- | -- | -- | -- | -- | -- | -- | -- | -- | -- | -- | -- | -- | -- | -- | -- | -- |
| Luogo     | C | T  | C | T | C | T |   | C | T | C  | T  | C  | T  | C  | T  | C  | T  | C  | T  | T  | C  | T  | C  | T  | C  |    | T  | C  | T  | C  | T  | C  | T  | C  | T  | C  | T  | C  |
| Risultato | N | P  | V | V | V | V |   | V | N | V  | P  | V  | N  | N  | V  | V  | V  | N  | V  | V  | P  | N  | V  | N  | V  |    | N  | V  | V  | N  | P  | N  | P  | V  | P  | V  | V  | V  |
| Posizione | 9 | 13 | 4 | 3 | 1 | 1 | 2 | 1 | 3 | 2  | 4  | 2  | 3  | 3  | 2  | 1  | 1  | 1  | 1  | 1  | 1  | 2  | 2  | 2  | 1  | 1  | 1  | 1  | 1  | 1  | 3  | 3  | 3  | 3  | 3  | 3  | 1  | 1  |

Legenda:

Luogo: C = Casa; T = Trasferta. Risultato: V = Vittoria; N = Pareggio; P = Sconfitta.

### Statistiche dei giocatori
| Giocatore       | Regionalliga nord | Regionalliga nord | Regionalliga nord | Regionalliga nord | Coppa di Germania | Coppa di Germania | Coppa di Germania | Coppa di Germania | Totale   | Totale | Totale      | Totale     |
| Giocatore       | Presenze          | Reti              | Ammonizioni       | Espulsioni        | Presenze          | Reti              | Ammonizioni       | Espulsioni        | Presenze | Reti   | Ammonizioni | Espulsioni |
| --------------- | ----------------- | ----------------- | ----------------- | ----------------- | ----------------- | ----------------- | ----------------- | ----------------- | -------- | ------ | ----------- | ---------- |
| M. Amedick      | 35                | 1                 | 3                 | 0                 | 3                 | 0                 | 0                 | 0                 | 38       | 1      | 3           | 0          |
| S. Backer       | 2                 | 0                 | 0                 | 0                 | 0                 | 0                 | 0                 | 0                 | 2        | 0      | 0           | 0          |
| M. Basar        | 0                 | 0                 | 0                 | 0                 | 0                 | 0                 | 0                 | 0                 | 0        | 0      | 0           | 0          |
| P. Bick         | 32                | 4                 | 13                | 0                 | 3                 | 1                 | 1                 | 0                 | 35       | 5      | 14          | 0          |
| M. Burgdorf     | 0                 | 0                 | 0                 | 0                 | 0                 | 0                 | 0                 | 0                 | 0        | 0      | 0           | 0          |
| N. Celikovic    | 30                | 5                 | 3                 | 0                 | 2                 | 0                 | 0                 | 0                 | 32       | 5      | 3           | 0          |
| L. Fuchs        | 30                | 4                 | 6                 | 1                 | 3                 | 0                 | 1                 | 0                 | 33       | 4      | 7           | 1          |
| D. Graf         | 36                | 11                | 3                 | 0                 | 3                 | 2                 | 1                 | 0                 | 39       | 13     | 4           | 0          |
| M. Grimm        | 35                | 1                 | 5                 | 0                 | 3                 | 1                 | 0                 | 0                 | 38       | 2      | 5           | 0          |
| D. Jansen       | 11                | 0                 | 3                 | 0                 | 2                 | 0                 | 0                 | 0                 | 13       | 0      | 3           | 0          |
| T. Jülich       | 33                | 1                 | 8                 | 0                 | 3                 | 0                 | 1                 | 0                 | 36       | 1      | 9           | 0          |
| A. Kunze        | 0                 | 0                 | 0                 | 0                 | 0                 | 0                 | 0                 | 0                 | 0        | 0      | 0           | 0          |
| A. Kuru         | 36                | 24                | 0                 | 0                 | 3                 | 1                 | 1                 | 0                 | 39       | 25     | 1           | 0          |
| N. Lauenstein   | 0                 | 0                 | 0                 | 0                 | 0                 | 0                 | 0                 | 0                 | 0        | 0      | 0           | 0          |
| T. Lieberknecht | 15                | 1                 | 3                 | 0                 | 0                 | 0                 | 0                 | 0                 | 15       | 1      | 3           | 0          |
| S. Naja         | 0                 | 0                 | 0                 | 0                 | 0                 | 0                 | 0                 | 0                 | 0        | 0      | 0           | 0          |
| D. Patschinsky  | 30                | 2                 | 3                 | 0                 | 3                 | 0                 | 0                 | 0                 | 33       | 2      | 3           | 0          |
| S. Pientak      | 1                 | 0                 | 0                 | 0                 | 0                 | 0                 | 0                 | 0                 | 1        | 0      | 0           | 0          |
| J. Rische       | 35                | 5                 | 4                 | 0                 | 3                 | 0                 | 0                 | 0                 | 38       | 5      | 4           | 0          |
| K. Rodrigues    | 36                | 0                 | 4                 | 0                 | 3                 | 0                 | 0                 | 0                 | 39       | 0      | 4           | 0          |
| B. Siegert      | 33                | 0                 | 8                 | 0                 | 3                 | 0                 | 0                 | 0                 | 36       | 0      | 8           | 0          |
| J. Spoelder     | 0                 | 0                 | 0                 | 0                 | 0                 | 0                 | 0                 | 0                 | 0        | 0      | 0           | 0          |
| T. Stuckmann    | 36                | 0                 | 1                 | 0                 | 3                 | 0                 | 0                 | 0                 | 39       | 0      | 1           | 0          |
| T. Sümnich      | 10                | 0                 | 0                 | 0                 | 0                 | 0                 | 0                 | 0                 | 10       | 0      | 0           | 0          |
| J. Tauer        | 13                | 0                 | 2                 | 0                 | 0                 | 0                 | 0                 | 0                 | 13       | 0      | 2           | 0          |
| R. Wegner       | 1                 | 0                 | 0                 | 0                 | 0                 | 0                 | 0                 | 0                 | 1        | 0      | 0           | 0          |